# Noc rekinów 3D
Noc rekinów 3D (tytuł oryg. Shark Night 3D) – amerykański horror z 2011 roku  w reżyserii  Davida R. Ellisa. W filmie występują Sara Paxton, Katharine McPhee, Alyssa Diaz, Dustin Milligan i Joel Moore.

## Opis fabuły
Grupa młodych ludzi  spędza weekend w domu nad jeziorem. Nie zdają sobie sprawy jakie niebezpieczeństwo na nich czyha. By przeżyć muszą walczyć na śmierć i życie.

## Obsada
- Sara Paxton jako Sara Palski
- Dustin Milligan jako Nick LaDuca
- Chris Carmack jako Dennis Crim
- Katharine McPhee jako Beth Mazza
- Chris Zylka jako Blake Hammond
- Alyssa Diaz jako Maya Valdez
- Joel Moore jako Gordon Guthrie
- Sinqua Walls jako Malik Henry
- Donal Logue jako Szeryf Sabin
- Joshua Leonard jako Red